# 東海・東南海・南海地震
東海・東南海・南海地震（とうかい・とうなんかい・なんかいじしん）は、想定東海地震と東南海地震、南海地震が同時発生するという仮定の下で想定された南海トラフにおける連動型巨大地震のことである。三連動大地震とも三連動大震災とも呼ばれる。
想定東海地震は駿河湾、東南海地震は遠州灘沖および熊野灘沖（浜名湖沖から潮岬やや東寄り沖）、南海地震は紀伊水道沖および土佐湾沖（潮岬やや東寄り沖から足摺岬沖）が、それぞれ震源域と想定されていた。このように震源域が分かれる要因は、海底の地形、沈み込んだプレートの傾斜角、トラフ軸の向きなどが関係しているとされる。

## 概要
駿河湾から九州にかけての太平洋沿岸では、フィリピン海プレートとユーラシアプレートとの収束境界、すなわち沈み込み帯である南海トラフでは、過去に100 - 150年程度の間隔で巨大地震が繰り返されていると考えられていた。
1944年昭和東南海地震および1946年昭和南海地震から既に50数年の年月が経過した2001年の時点では、昭和の2地震の規模が比較的小さかったことなどから21世紀の前半にも、南海トラフを震源とする巨大地震の発生が懸念されていた。
そこで2001年6月の中央防災会議において、中部圏、近畿圏等における災害対策の強化、地震・津波被害の想定や災害対策のあり方を検討する「東南海、南海地震等に関する専門調査会」の設置が決定された。
また、1970年代から発生の可能性が唱えられていた駿河湾を震源域とする東海地震がこの時点でまだ発生していないことから、次回の東南海・南海地震と連動して発生する可能性も否定できないとされ、当時の最大級の地震の想定として、これらの3つの震源域が連動する「想定東海地震、東南海地震、南海地震の震源域が同時に破壊される場合」すなわち東海・東南海・南海地震が想定された。

## 過去の歴史地震との関係
1707年宝永地震は、震度分布や津波襲来の領域から1854年安政東海地震（想定東海地震と東南海地震が震源域と推定）および安政南海地震の震源域を併せたものにほぼ相当するという考えから、東海道沖および南海道沖で2つの地震がほぼ同時に発生したものと推定されていた。
また、昭和東南海地震では、安政東海地震で断層破壊された駿河トラフ部分が未破壊のまま残され、この部分が将来断層破壊する東海地震が想定された。
このような経緯から、東海地震・東南海地震・南海地震の震源域が仮定され、比較的史料が揃っている宝永、安政、昭和の過去の5地震をモデルに、それぞれの震源域が単独、あるいは同時発生する場合が想定された。
- 過去の5地震の震源域（従来の見解）

1. 1707年10月28日（宝永4年10月4日） 宝永地震（東海 東南海 南海連動） M8.6
2. 1854年12月23日（嘉永7年11月4日） 安政東海地震（東海 東南海連動） M8.4
3. 1854年12月24日（嘉永7年11月5日） 安政南海地震（南海地震） M8.4
4. 1944年（昭和19年）12月7日 昭和東南海地震（東南海地震） M7.9
5. 1946年（昭和21年）12月21日 昭和南海地震（南海地震） M8.0

南海トラフ沿いで歴史的に発生している巨大地震の詳細については、「南海トラフ巨大地震」を参照のこと。

### 3連動地震
3連動地震と考えられてきたものは、1707年の宝永地震であり、大規模な津波堆積物が見いだされている天武13年（684年）の白鳳地震や正平16年（1361年）の正平地震も宝永型の可能性があるとされ、記録から仁和3年（887年）の仁和地震も可能性が高いとされてきた。慶長9年（1605年）の慶長地震も津波波源域が東海から南海に及ぶとされ、房総沖も連動したとする説もあるが、その他東海道はるか沖を震源とするなど諸説あり、南海トラフの地震ではないとする見解も出されている。
しかしながら、仁和地震は、静岡県磐田市の太田川沿いの元島遺跡から発見された9世紀後半頃の津波堆積物の規模が小さいことから3連動地震の可能性は低いとされ、さらに仁和地震に相当する津波堆積物は南海側では見出されず、正平地震に相当する津波堆積物も東海側では見出されていない。
また、宝永地震については駿河湾が震源域に含まれる、含まれないとの論争があった一方で、日向灘地震の震源域まで伸びていた可能性が指摘され、また安政の2地震の同時発生では説明できず、単なる3連動地震ではない別物の巨大地震との説も浮上している。
その後の研究により、地震が起こるたびに震源域が変化するという、従来の東海・東南海・南海の枠に捕われない見解が出されるようになった。例えば、同じ南海地震でも安政の南海地震は南海道沖全域が震源域となったのに対して、昭和の南海地震は西側4分の1は震源域ではなかったと推定されている。また一方で東京大学地震研究所の瀬野徹三(2011)は、3地震の現在の分類を変える必要を挙げ、南海トラフの東端の震源域（東南海の一部及び東海）と連動して静岡付近まで断層の破壊が進む「安政型」、その震源域と連動せず静岡までは断層の破壊が起きない「宝永型」の二種類に分類することができるという説を唱えている。
瀬野徹三(2013)は、南海トラフ沿いで起こった歴史地震のなかで、3連動地震であった証拠が確かなものは無いとしている。

## 想定
2003年9月の東南海、南海地震等に関する専門調査会で検討された、地震の発生の仕方は以下のようなものであった。
1. 想定東海地震、東南海地震、南海地震の震源域が同時に破壊される場合（東海 東南海 南海連動）
2. 東南海地震、南海地震の震源域が同時に破壊される場合（東南海 南海連動）
3. 想定東海地震、東南海地震の震源域が同時に破壊される場合（東海 東南海連動）
4. 東南海地震単独で発生する場合（東南海地震）
5. 南海地震単独で発生する場合（南海地震）

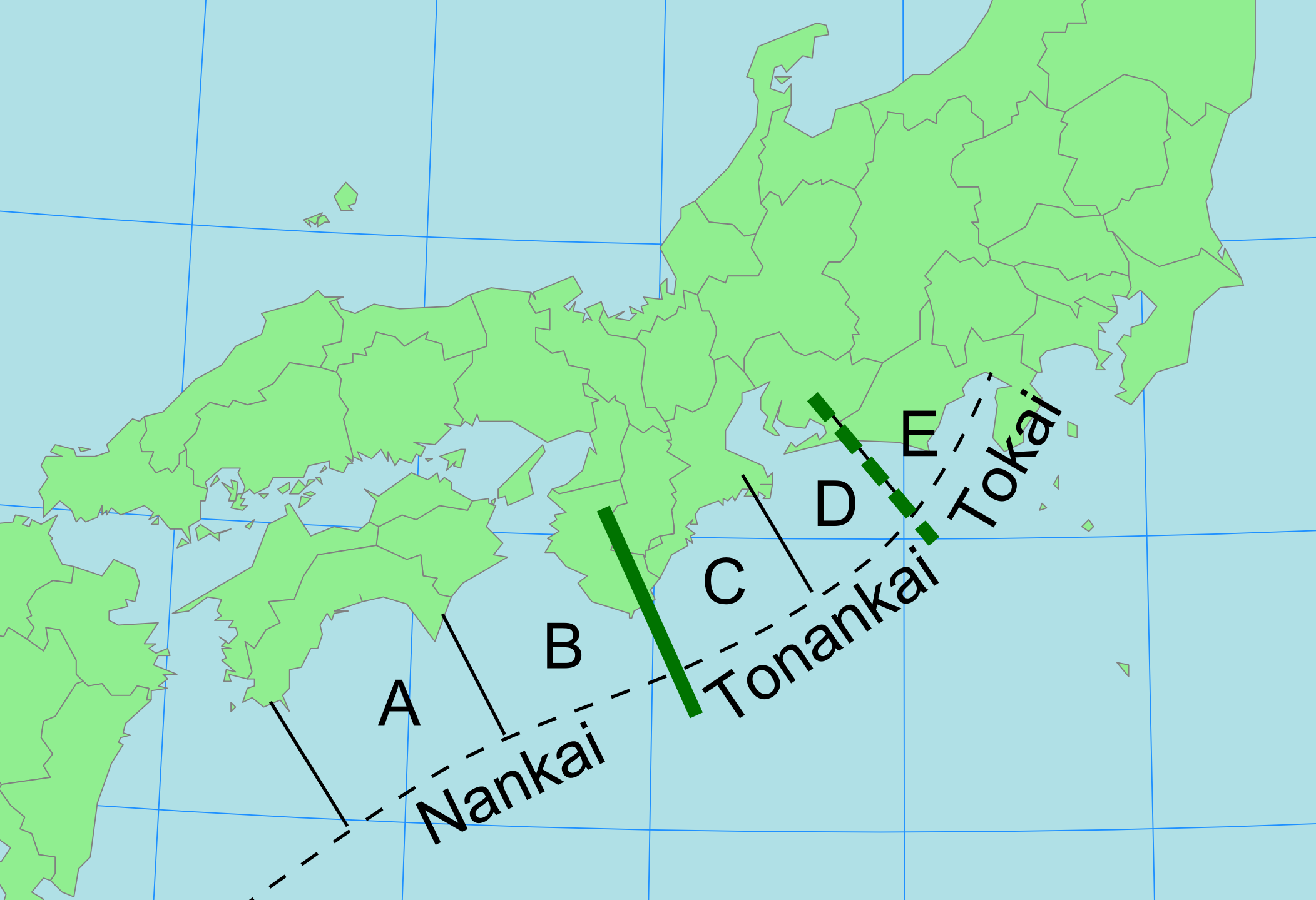
東海・東南海・南海地震の震源域

これらの内、最大級の「想定東海地震、東南海地震、南海地震の震源域が同時に破壊される場合」については宝永地震をモデルとし、宝永地震の推定された震度分布に安政東海地震、安政南海地震、昭和東南海地震、昭和南海地震の震度分布を重ね合わせて宝永タイプの震度分布を再現し、津波の高さについても当時推定されていた宝永津波の高さ分布に安政東海地震の紀伊半島以東、および安政東海地震の紀伊半島以西の推定津波高さ分布を重ね合わせてモデルが作成された。
また、震源域は、一般的にプレート境界で温度が100 - 150℃となる深さ約10kmより深い領域、また温度が350 - 450℃となる深さが30kmより浅い領域が固着、すなわちカップリングして断層破壊領域になるとされた。最大級の「想定東海地震、東南海地震、南海地震の震源域が同時に破壊される場合」のマグニチュードはMw8.7であり、津波断層を考慮した場合はMw8.8とされた。
2003年の中央防災会議では、3連動型が早朝5時に発生した場合の被害予想として、建物全壊棟数は約51万3000から56万8600棟、死者数は約2万2000から2万8300人にのぼり、経済被害は約53 - 81兆円と試算された。静岡県、愛知県などで最大震度7を観測すると予測され、茨城県から鹿児島県まで、広い範囲で津波が観測され、愛知県、静岡県には平均して4 - 5m、四国太平洋沿岸では平均10〜12m、最大20m近い波が予想される。
2002年7月26日には「東南海・南海地震に係る地震防災対策の推進に関する特別措置法」（平成14年法律第92号）が制定され、翌2003年7月25日から施行された。この法律では東南海・南海地震が発生した場合に著しい被害が生ずるおれがある地域が「東南海・南海地震防災対策推進地域」として指定された。2013年11月29日に本法律は改正により「南海トラフ地震に係る地震防災対策の推進に関する特別措置法」と改称された。
2011年東北地方太平洋沖地震発生以後、従来の想定が全面的に見直されることとなり「南海トラフの巨大地震モデル検討会」が設置され、同年8月に第1回の会合が開かれた。尤も、2003年12月の「東南海、南海地震等に関する専門調査会（第16回）」の報告では、今後の観測データや学術的知見の蓄積を基に10年程度後には東海地震と東南海地震等との関係について再検討する必要があるとされていた。

## 発生確率の長期評価
地震調査研究推進本部による海溝型地震の発生確率の長期評価は、東海・東南海・南海と個別に評価され、連動する確率については評価できないとしている。
次回の地震の発生時期については、宝永、安政、昭和地震における室津港の隆起量をそれぞれ1.8m、1.2m、1.15mと見積もり、時間予測モデルから昭和地震後の発生間隔を88.2年とし、震源断層長、震源域で推定されるずれ量等から求めた発生間隔も考慮して、昭和東南海地震後の発生間隔は86.4年、昭和南海地震後は90.1年と見積もり、BPT分布モデルから30年以内等の発生確率を求めている。
| 領域       | 様式           | 規模 (M) | 評価時点の30年以内の発生確率 | 評価時点の30年以内の発生確率 |
| 領域       | 様式           | 規模 (M) | 2001年1月1日                 | 2011年1月1日                 |
| ---------- | -------------- | -------- | ---------------------------- | ---------------------------- |
| 東海地震   | プレート間地震 | M8.0前後 | -                            | 87%程度（参考値）            |
| 東南海地震 | プレート間地震 | M8.1前後 | 50%程度                      | 70%程度                      |
| 南海地震   | プレート間地震 | M8.4前後 | 40%程度                      | 60%程度                      |

また、2013年以降は個別の震源域の評価は行わず、南海トラフのM8〜9クラスのプレート間地震として評価され、最大クラスの地震については評価できないとしている。